# Popów (województwo wielkopolskie)
Popów – wieś w Polsce, położona w województwie wielkopolskim, w powiecie kaliskim, w gminie Szczytniki.
| SIMC    | Nazwa              | Rodzaj    |
| ------- | ------------------ | --------- |
| 0210000 | Szczytniki-Kolonia | część wsi |

W latach 1975–1998 wieś położona była w województwie kaliskim.
We wsi urodzili się Franciszek Stryjas, beatyfikowany w gronie 108. błogosławionych oraz Józef Grzesiak, bokser.